# Marginalprodukt
Marginalprodukt är den nationalekonomiska termen för det producerade tillskott, vara eller tjänst, som ytterligare en enhet av en produktionsfaktor ger. Marginalprodukten av en given insatsvara kan uttryckas som:
{\displaystyle MP={\frac {\Delta Y}{\Delta X}}}
där {\displaystyle \Delta X} är förändringen i producentens användning av insatsvaran (vanligtvis en förändring med en enhet) och {\displaystyle \Delta Y} är förändringen av den producerade kvantiteten.